# Josep Ferrer Bujons
Josep Ferrer Bujons (Rubió, 12 de Maio de 1959), é um poeta, escritor, lingüista e professor catalão.
Lecionou artes da linguagem em diferentes institutos de corrector e editor Secundário e nas páginas do semanário La Veu de l'Anoia. Ele também trabalhou na edição do Anoia Regió 7.
Ele é um dos sócios fundadores do Jornal de Igualada (2º tempo). Atualmente trabalhando como linguista nas páginas da edição catalã de El Periódico de Catalunya.

## Livros publicados

### Poesia
1. Paraules de pluja al vent(1983),
2. Paraules de lluna tèbia (1986),
3. Tots els cants (1991)
4. Bagatge de miralls (1997);

### Romances
- Ànima de Frontera (1999)

### Prêmios
- Les fulles de la tardor (1987)